# Flexbus

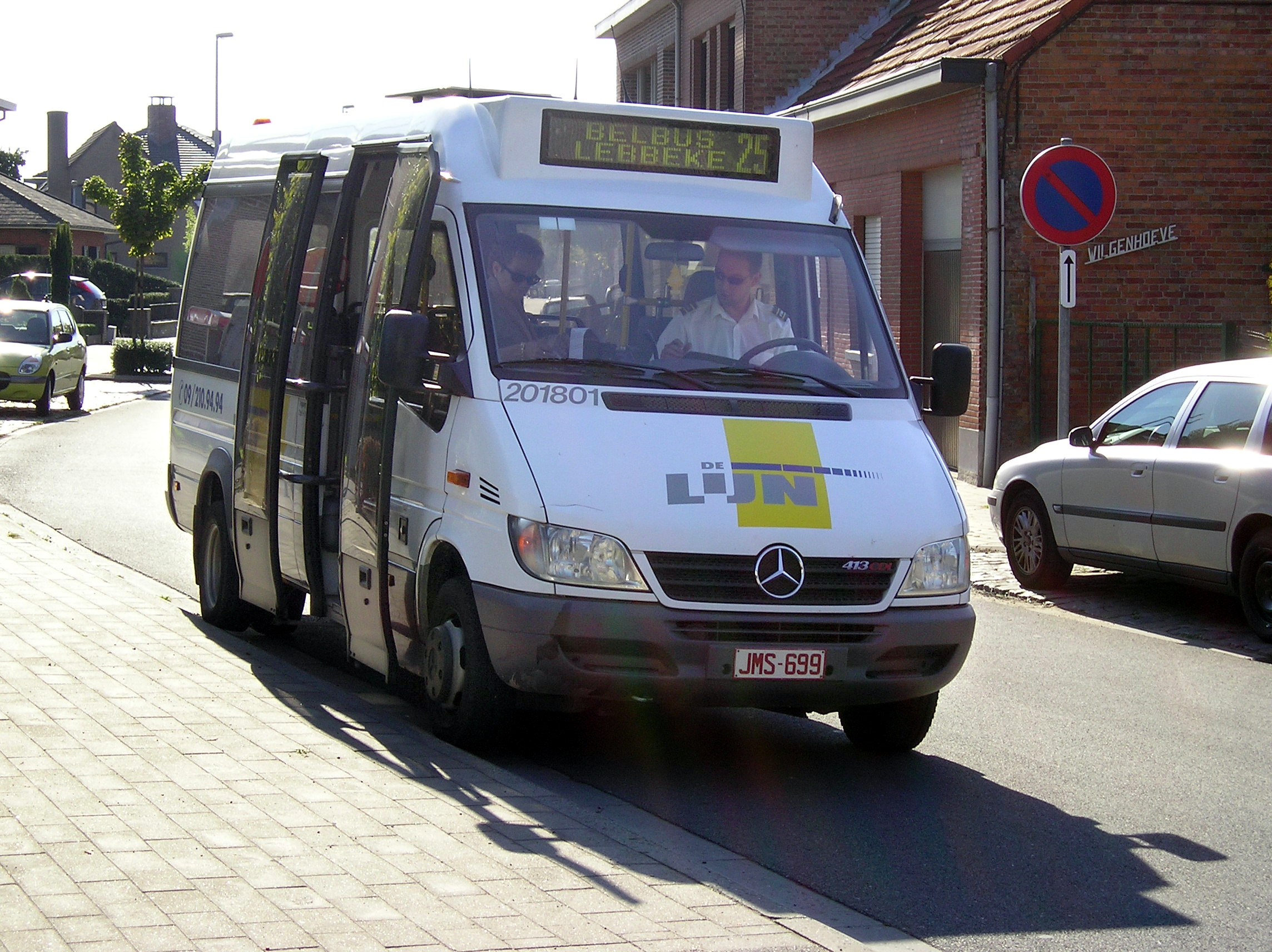
Belbus te Sint-Gillis-bij-Dendermonde. Dit voertuig is toegankelijk voor reizigers met een beperking.

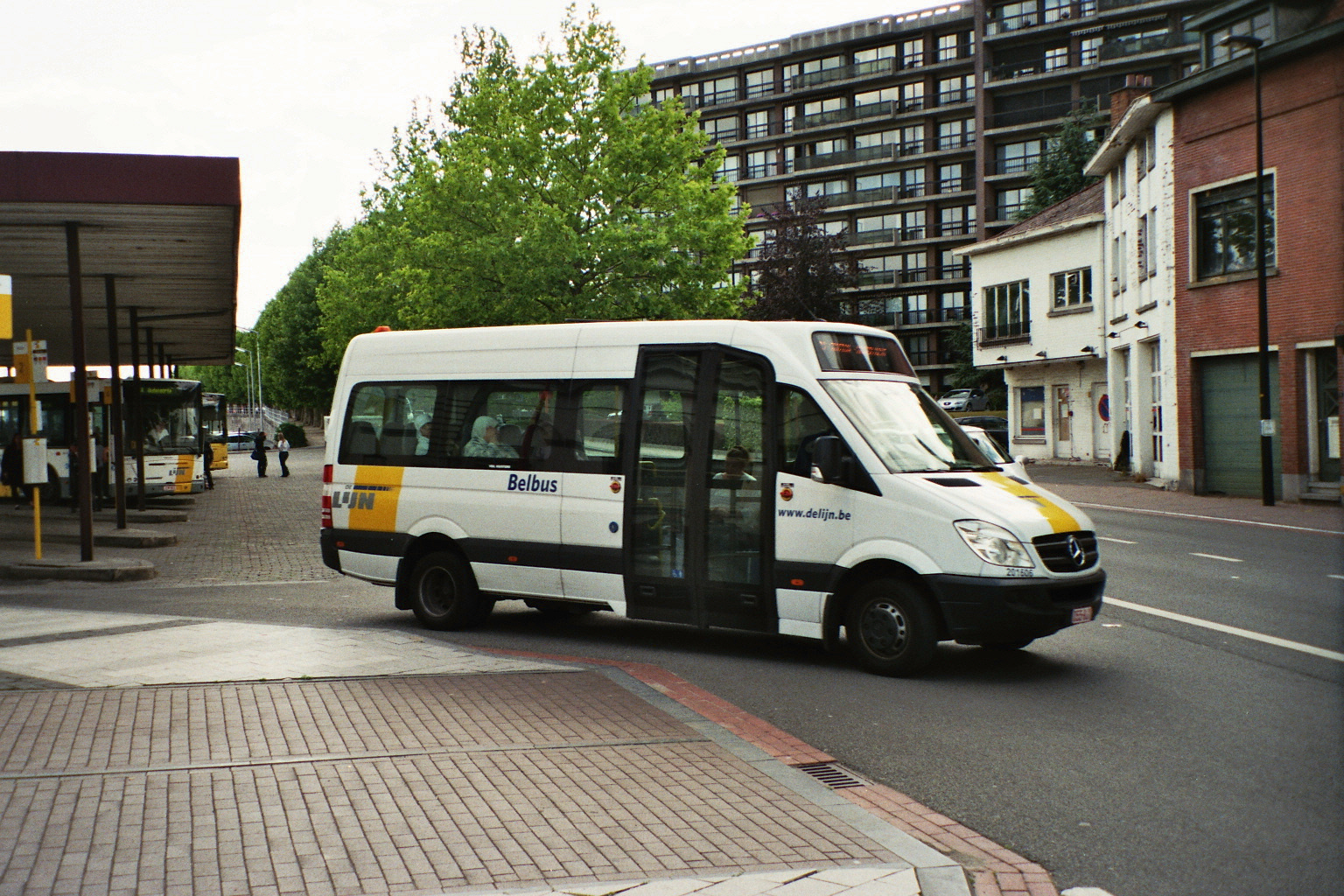
Belbus te Ronse. Dit voertuig is toegankelijk voor reizigers met een beperking.

De flexbus, belbus, telefoonbus of flexvervoer is vanaf ca. 1991 een vorm van vraagafhankelijk openbaar vervoer. Deze busdienst rijdt alleen als er is gereserveerd. De naam belbus werd vooral in de eerste decennia gebruikt toen het reserveren per telefoon de enige mogelijkheid was.

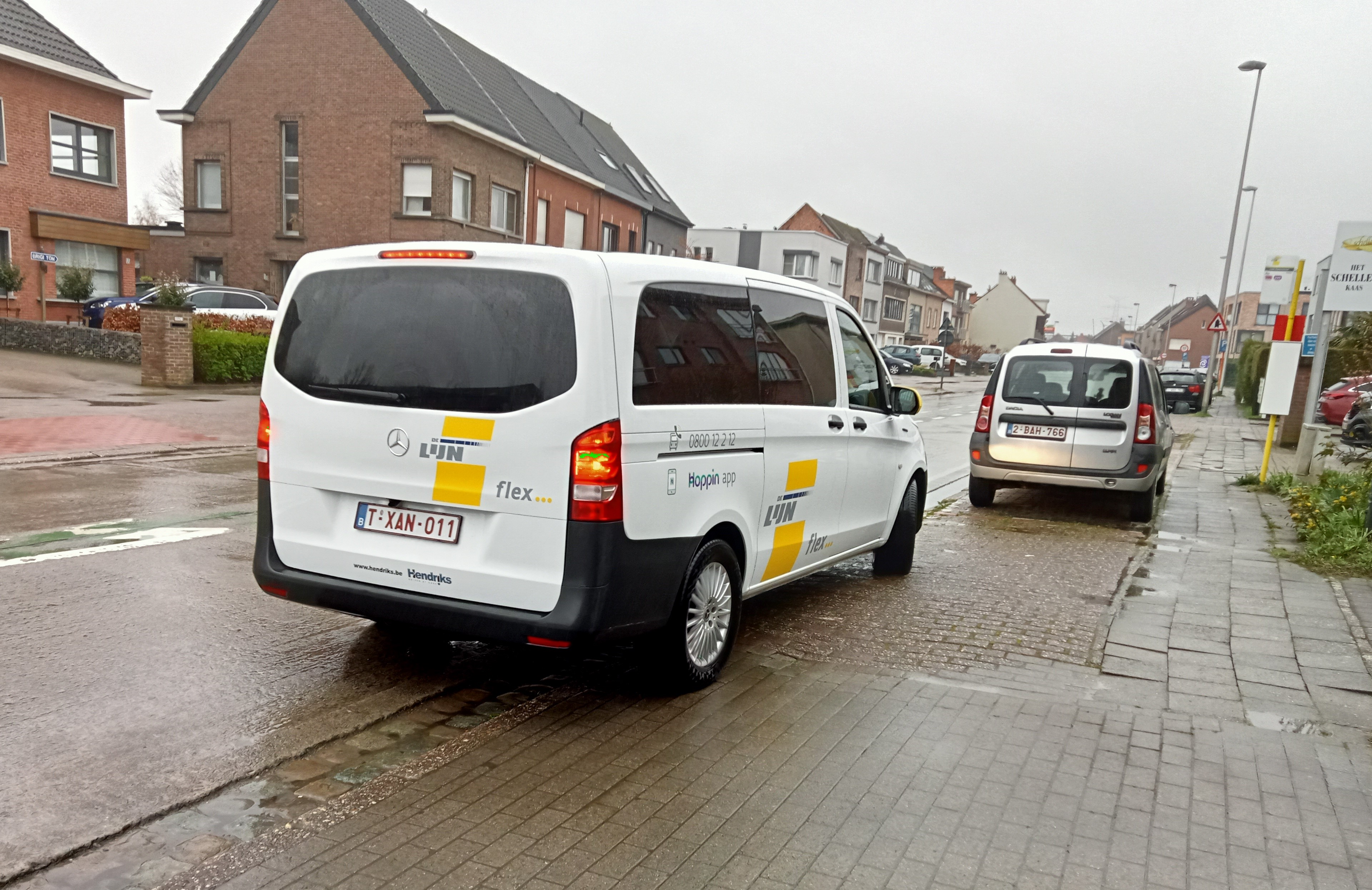
Een Flexbus in Niel. Dit voertuig voertuig wordt niet ingezet wanneer reizigers met een beperking een rit geboekt hebben.

Belbussen zijn ingevoerd om dunbevolkte gebieden te bedienen, waar een regelmatige busdienst onrendabel zou zijn omdat de bussen meestal leeg zouden rijden. Maar ook in verstedelijkte gebieden zoals de Westpoort in Amsterdam hebben bij het GVB belbussen bestaan waarbij buiten de spitsuren alleen van Station Sloterdijk werd vertrokken als zich een passagier aandiende, terwijl vanaf de bedrijven de bus telefonisch besteld moest worden, die overigens wel volgens een dienstregeling reed.
Een belbus heeft een aantal vastgestelde haltes (als er geen gewone bussen stoppen heten die flexhaltes) maar rijdt niet volgens een vaste route of een vaste dienstregeling. De bus stopt enkel aan de haltes die vooraf zijn aangevraagd. Om van de belbus gebruik te maken moet men vooraf reserveren bij de vervoermaatschappij (bijvoorbeeld De Lijn in Vlaanderen of Connexxion in Nederland) en aangeven aan welke haltes waar men wil op- en afstappen en op welk tijdstip men wil aankomen. De maatschappij deelt dan het uur van vertrek mee. Dit uur verschijnt op de dag van reservering tevens op de matrixborden bij de aangevraagde bushalte. Bij bijvoorbeeld Arriva of Qbuzz rijden de belbussen wel op vaste tijden en volgens vaste routes en dient de reiziger minimaal een uur voor vertrek aan te geven met welke rit de reiziger mee wil.
Een rit met de belbus kost evenveel als een rit op een normale buslijn.
Belbussen zijn in de regel kleiner dan normale bussen ("minibussen" met een capaciteit van circa 8 tot 15 passagiers of bij minder dan 6 passagiers zelfs auto's waarop in de voorruit een sticker is geplakt met het busnummer). Over het algemeen zijn belbussen ook geschikt om een zelfstandig reizende rolstoelgebruiker te vervoeren.
Het vervoer van de belbus kan worden uitgevoerd door de openbaar vervoerder zelf of door een onderaannemer (bijvoorbeeld een lokaal taxibedrijf).

## België
De eerste belbus in België was deze van Veurne-Alveringem-Roesbrugge (later belbus 59 Veurne Zuid-West genoemd) in de Westhoek. Die ging van start eind 1991.

### Vlaanderen
In 2011, 20 jaar na de start van de belbus, telde Vlaanderen 131 belbusgebieden (13 in de provincie Antwerpen, 41 in Limburg, 29 in Oost-Vlaanderen, 16 in Vlaams-Brabant en 32 in West-Vlaanderen).
Op 6 januari 2024 werd het openbaar vervoer in Vlaanderen grondig hervormd, ook de belbussen werden hierbij aangepast. De belbus wordt sindsdien 'flexbus' genoemd en de belbusgebieden werden gegroepeerd tot 14 flexgebieden.
Vanaf juli 2025 gebeuren reservaties via de app De Lijn Flex of via de website van De Lijn, en niet langer via de app Hoppin van de Vlaamse overheid die initieel moest gebruikt worden.

#### Haltes
Bij De Lijn moeten ritten steeds van een halte naar een andere halte geboekt worden. Dit kunnen haltes zijn die ook door reguliere bussen worden bediend (en reizigers toelaten om hun reis verder te zetten met gewone bussen of trams) of haltes waar enkel flexbussen stoppen (op plaatsen die anders niet door het openbaar vervoer bediend zouden worden).

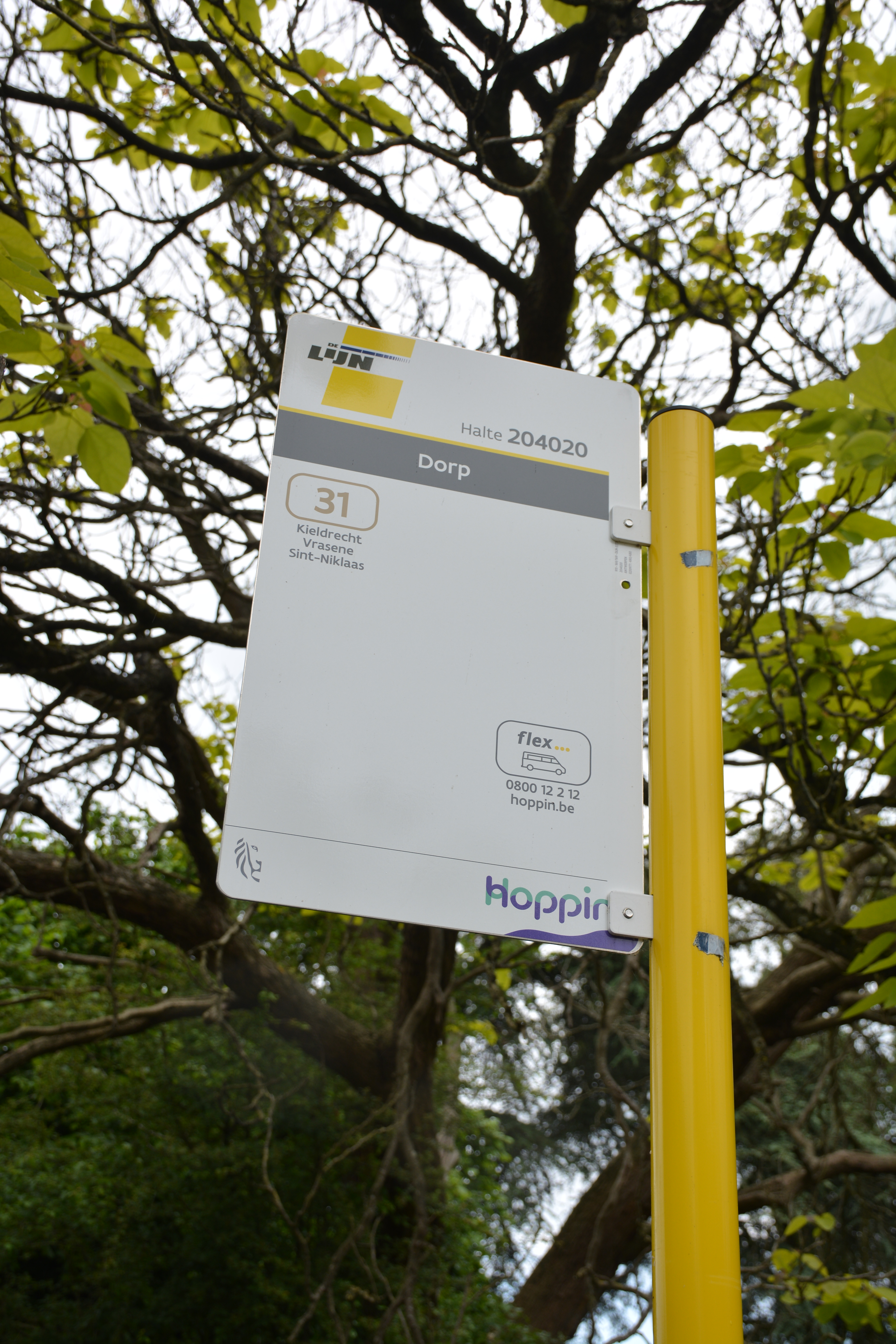
Bord van de bushalte 'Doel Dorp', rechts onderaan wordt aangegeven dat deze halte ook door een flexbus bedient wordt.
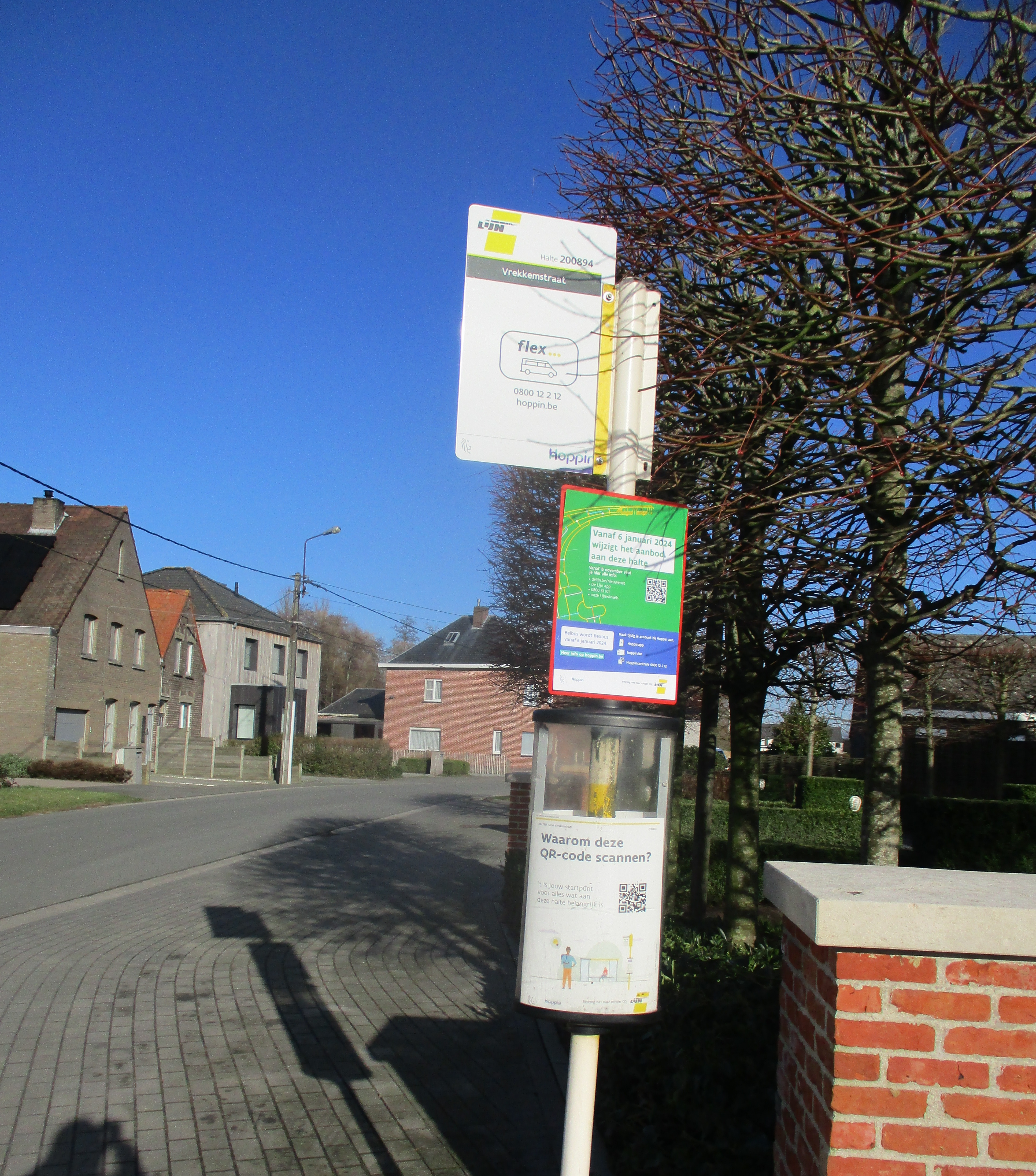
Een halte van de Flexbus in Ursel die enkel door de flexbus bediend wordt.

### Wallonië
In Wallonië biedt de Waalse vervoersmaatschappij TEC belbussen aan onder de naam "TEC à la demande". Deze dienst is beschikbaar in Louvain-la-Neuve en Gembloers. In tegenstelling tot de flexbussen van De Lijn stoppen deze bussen overal en niet enkel aan haltes.

## Rotterdam
Sinds 1989 rijdt er in de Rotterdamse wijk Hillegersberg-Schiebroek een Belbus. Deze Belbus is bedoeld voor ouderen en mensen die minder mobiel zijn.